# Administración y dirección de empresas
Administración y Dirección de Empresas es una ciencia social, que forma parte de las ciencias económico-administrativas, en donde los alumnos son instruidos en la dirección y administración de empresas, tanto públicas como privadas, sea a nivel general o sea en alguna de sus respectivas áreas funcionales: finanzas, mercadotecnia, recursos humanos, operaciones, auditoría, estrategia empresarial, contabilidad, etc.
Concepto
La administración y dirección de empresas es un campo amplio y fundamental para el funcionamiento eficiente de cualquier organización. Involucra la planificación, organización, dirección y control de los recursos y actividades de una empresa para alcanzar sus objetivos. 
¿Como funciona?
La administración y dirección de empresas funciona mediante una serie de procesos y principios que ayudan a organizar, coordinar y controlar los recursos de una empresa para alcanzar sus objetivos. Estos procesos incluyen la planificación estratégica, la organización de recursos humanos y materiales, la dirección de equipos y la toma de decisiones basadas en el análisis de datos y el entorno empresarial. Además, se emplean herramientas como el control de calidad, la gestión del cambio y la evaluación del desempeño para garantizar el éxito a largo plazo de la empresa.

## Especializaciones y competencias
| - Dirección general - Finanzas Corporativas - Asesoría Fiscal y Contable - Administración de la Producción - Recursos Humanos - Administración Estratégica | - Administración Pública - Auditoría Interna y Control - Operatoria bursátil - Banca y Finanzas - Marketing e Investigación de Mercados |